# Al-Wahda Club San'a'
L'Al-Wahda Club (in araboنادي الوحدة الرياضي و الثقافي صنعاء)  è una società calcistica yemenita con sede a Sana'a.

## Palmarès
- Campionato: 1  1979
- Coppa dello Yemen: 4 1995, 1997, 1998, 2002
- Coppa del Principe Nassem: 2